# Hamad Amar
Hamad Amar (Arabisch: حمد عمار, Hebreeuws: חמד עמאר) (Shefa Amr, 5 november 1964) is een Druzisch-Israëlische advocaat en politicus. Hij nam in 2009 namens Yisrael Beiteinu zitting in het Israëlische parlement, de Knesset.

## Levensloop
Amar vervulde tussen 1982 en 1986 zijn dienstplicht bij het IDF. Hij studeerde sociologie aan het College van Safed en later rechten.
In 1998 werd hij verkozen in de gemeenteraad van Shefa Amr. Hij werkte als assistent van Avigdor Lieberman toen deze in 2001-2002 minister van Infrastructuur was. Voor de verkiezingen in 2009 stond hij als twaalfde op de lijst voor Yisrael Beiteinu en kwam na de verkiezingen in de Knesset doordat Yisrael Beiteinu vijftien zetels binnenhaalde.
Hij is voorts stichter en voorzitter van de Druzische jeugdvereniging en tevens voorzitter van de vechtsportvereniging in Israël.
Amar woont in de wijk Al-Fuar van Shefa Amr, is getrouwd en heeft drie kinderen.